# Anouï
L'Anouï (en russe : Ануй) est une rivière de Russie qui coule dans la république de l'Altaï et dans le kraï de l'Altaï, en Sibérie occidentale. C'est un affluent direct de l'Ob en rive gauche.

## Géographie
L'Anouï prend naissance sur le versant nord-ouest de l'Altaï, dans le massif de Bachtchelak. Il se dirige vers le nord durant les deux premiers tiers de son parcours, puis il effectue un changement brusque d'orientation qui le mène vers l'est, parallèlement au cours de l'Ob, mais en sens inverse. En fin de course, après avoir traversé la ville de Petropavlovskoïe, il effectue un nouveau coude brusque en direction du nord. Il se jette bientôt dans l'Ob en rive gauche, à une altitude de 158 mètres, à Oust-Anouï, à quelque 30 kilomètres en aval de la ville de Biisk.
La rivière n'est pas navigable.
L'Anouï est généralement pris dans les glaces depuis le mois de novembre, jusque début avril.

## Villes traversées
- Verkh-Anouïskoïe
- Petropavlovskoïe

## Hydrométrie - Les débits à Staro-Tirichkino
Le débit de l'Anouï a été observé pendant 51 ans (durant la période 1936-1987) à Staro-Tirichkino, localité située à 10 kilomètres de son confluent avec l'Ob. 
Le débit inter annuel moyen ou module observé à Staro-Tirichkino sur cette période était de 36,1 m3/s pour une surface prise en compte de 6 850 km2, soit plus ou moins 98,5 % du bassin versant total de la rivière qui en compte 6 930.
La lame d'eau écoulée dans cette partie du bassin atteint ainsi le chiffre de 166 millimètres par an, ce qui peut être considéré comme modéré, du moins dans le contexte du sud du bassin de l'Ob, caractérisée par un écoulement assez faible. 
Les crues de l'Anouï se déroulent au printemps, en avril et en mai (avec un maximum en avril) et résultent de la fonte des neiges. En juin puis en juillet, le débit baisse fortement. Il se stabilise ensuite, sous l'effet des précipitations sous forme de pluie, tout en baissant légèrement tout au long du reste de l'été et de l'automne. En novembre survient une nouvelle baisse de débit menant à la période des basses eaux. Celles-ci correspondent à l'hiver russe et à ses importantes gelées qui envahissent toute la région ; la rivière atteint alors son minimum, ou étiage, période allant de décembre à mars inclus. 
Le débit moyen mensuel observé en février (minimum d'étiage) est de 6,89 m3/s, soit environ 5,5 % du débit moyen du mois d'avril (123 m3/s), ce qui souligne l'amplitude importante des variations saisonnières. Sur la durée d'observation de 51 ans, le débit mensuel minimal a été de 2,06 m3/s en décembre 1945, tandis que le débit mensuel maximal s'élevait à 261 m3/s en avril 1969.
En ce qui concerne la période estivale, la plus importante car libre de glaces (d'avril à septembre inclus), le débit mensuel minimum observé a été de 9,84 m3/s en août 1974. Des débits estivaux inférieurs à 10 m3/s sont très rares.

## Affluents
- Le Chinok (12 km)